# Idaea philocosma
Idaea philocosma är en fjärilsart som beskrevs av Edward Meyrick 1888. Idaea philocosma ingår i släktet Idaea och familjen mätare. Inga underarter finns listade i Catalogue of Life.